# Tamarîne, Snihurivka
Tamarîne (în ucraineană Тамарине) este localitatea de reședință a comunei Tamarîne din raionul Snihurivka, regiunea Mîkolaiiv, Ucraina.

## Demografie
Componența lingvistică a localității Tamarîne
     Ucraineană (84,99%)
     Rusă (4,88%)
     Alte limbi (1,13%)
Conform recensământului din 2001, majoritatea populației localității Tamarîne era vorbitoare de ucraineană (84,99%), existând în minoritate și vorbitori de rusă (4,88%).